# Albert Robida

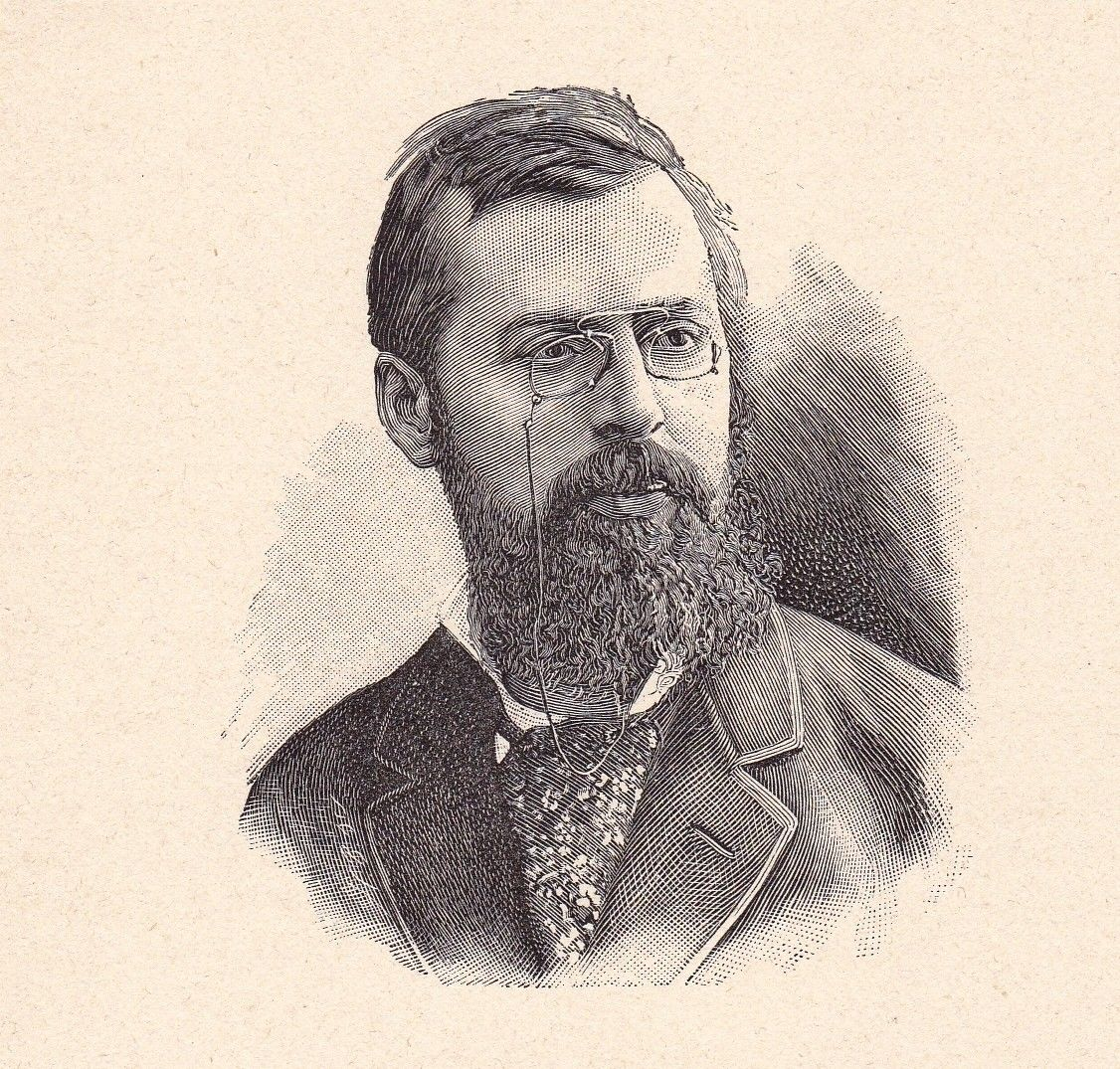
Albert Robida

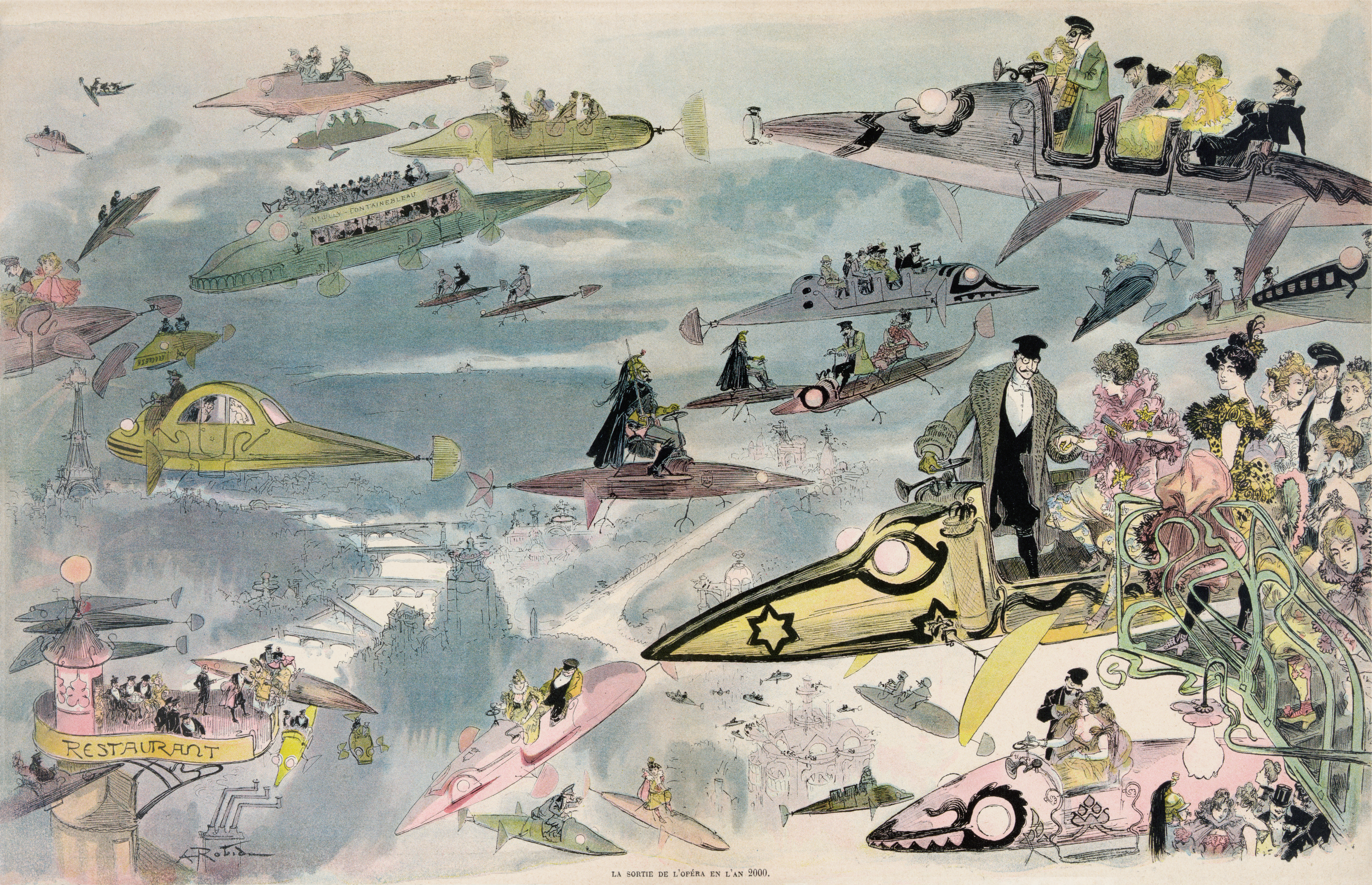
Futurystyczna wizja Paryża w 2000 roku (1902)

Albert Robida (ur. 14 maja 1848 w Compiègne we Francji, zm. 11 października 1926 w Neuilly-sur-Seine) – francuski rysownik, artysta fantastyczny i pionier sztuki science fiction.